# Bryoptera basisignata
Bryoptera basisignata là một loài bướm đêm trong họ Geometridae.